# Кейзес
Кейзес (Кейзесс) — река в России, протекает по Седельниковскому району Омской области. Устье реки находится в 243 км от устья реки Уй по левому берегу. Длина реки — 44 км.
В устье реки находится одноимённый населённый пункт.

## Бассейн
- Сартал пр
- 25 км: Минцас лв
  - Малый Минцас лв
- Шагырка пр
- Поперечная пр
  - Узляк лв
- Гладенькая пр
- Малышева лв

## Данные водного реестра
По данным государственного водного реестра России, относится к Иртышскому бассейновому округу, водохозяйственный участок реки — Иртыш от впадения реки Омь до впадения реки Ишим, без реки Оша, речной подбассейн реки — бассейны притоков Иртыша до впадения Ишима. Речной бассейн реки — Иртыш.